# Distretto di Senanga
Il distretto di Senanga è un distretto dello Zambia, parte della Provincia Occidentale.
Il distretto comprende 17 ward:
- Imatanda
- Imatongo
- Kambai
- Kataba
- Lipuwe
- Lumbe
- Lyamakumba
- Makoka
- Mata
- Muoyo
- Mwanambuyu
- Naluywa
- Nanjucha
- Shekela
- Sibukali
- Silowana
- Wanyau